# Wartesaal zum kleinen Glück
Wartesaal zum kleinen Glück ist eine Fernsehserie des ZDF, die zwischen 1987 und 1990 produziert und ab dem 13. Januar 1987 ausgestrahlt wurde. Grit Boettcher spielt in der Serie Hanni Borgelt, die Wirtin einer Bahnhofskneipe, in der unterschiedliche Reisende und Stammgäste aufeinandertreffen. Unterstützt wird sie von dem ehemaligen Schiffssteward Rudolf Giesing, der von Gerd Baltus verkörpert wird. 

## Produktion

### Weitere Rollen
Rijk de Gooyer gibt Chiem Dejong, einen mürrischen holländischen Koch, Roswitha Schreiner ist als Küchenhilfe Natascha besetzt. Als Kellnerin Lotti ist anfangs Joseline Gassen, später Ursela Monn als Kitti zu sehen, Herbert Herrmann kellnert als Knut Menzig ebenfalls im „Wartesaal zum kleinen Glück“. Als Hanni Borgelt die Bahnhofsgaststätte für einige Zeit verlässt, wird Menzig zusammen mit dem von Andreas Mannkopff gespielten Rechtsanwalt Neuner neuer Pächter. Des Weiteren ist Horst Pinnow als Bahnhofsvorsteher Köster besetzt und Inge Wolffberg als Frau Neitzel von der Bahnhofsmission.

### Stabangaben
Bei der ersten Staffel führte Rob Herzet Regie, bei der zweiten Staffel Wolf Dietrich. Produziert wurde die Serie von der Novafilm Fernsehproduktion GmbH. An der Kamera standen Klaus Günther und Alois Nitsche. Die Redaktion lag bei Josef Göhlen und Klaus Stein, die Herstellungsleitung bei Klaus Gotthardt. Der Schnitt oblag Barbara Block, die Ausstattung Frank Hein.

### Veröffentlichung, Folgentitel
Die knapp halbstündigen Folgen liefen im Zeitraum 1987 bis 1990 freitags um 16:30 Uhr im ZDF. Die erste Staffel umfasst 28 Folgen, die zweite Staffel beinhaltet nur noch 9 Folgen: 
| \| Nr. \| Erstausstrahlung \| Titel \| Staffel \| Handlungszusammenfassung, Gaststars \| \| 1 \| 13. Januar 1987 \| Der neue Mann \| 1 \| In der Bahnhofskneipe „Wartesaal zum kleinen Glück“ geht es drunter und drüber zu. Die Wirtin Hanni Borgelt ist überfordert, da ihre Angestellten, der Koch Chiem Dejong und die Kellnerin Natascha, vorzugsweise Hektik verbreiten. Als der Schiffssteward Rudolf Giesing die Kneipe besucht, ist er überrascht von der Unprofessionalität, mit der die Bahnhofsgaststätte geführt wird. Da er ewig lange auf ein bestelltes Bier warten muss, zapft er es sich kurzerhand selbst und wird in der Folge von den Gästen für den Kellner gehalten. Der Rechtsanwalt Neuner, der Stammgast in der Kneipe ist, kümmert sich um die Bedienung Lotti, die wieder einmal bei einem Vorstellungsgespräch für eine Filmrolle abgelehnt worden ist, was sie ihm tränenreich schildert. Die Gäste der Bahnhofskneipe staunen nicht schlecht als ihnen ein Schiffssteward in entsprechender Uniform Getränke und Essen serviert. Der Neue sorgt dafür, dass plötzlich alles wie am Schnürchen läuft. Nachdem es erst nicht so aussieht, als wolle Giesing bleiben, entschließt er sich dann doch dazu. als Gäste: Peter Doering, Wilfried Herbst, Alexander Herzog, Pierre René \| \| 2 \| 20. Januar 1987 \| Der Trauzeuge \| 1 \| \| \| 3 \| 27. Januar 1987 \| Familienzusammenführung \| 1 \| Herbert Bötticher, Edeltraut Elsner, Wolfgang Ziffer \| \| 4 \| 03. Februar 1987 \| Der goldene Löffel \| 1 \| \| \| 5 \| 10. Februar 1987 \| Der Ersatzmann \| 1 \| \| \| 6 \| 17. Februar 1987 \| Don Juan \| 1 \| \| \| 7 \| 24. Februar 1987 \| Rose am Revers \| 1 \| Wolfgang Spier \| \| 8 \| 03. März 1987 \| Der Produzent \| 1 \| \| \| 9 \| 10. März 1987 \| Besuch für Rudolf \| 1 \| \| \| 10 \| 17. März 1987 \| Ein großer Tag \| 1 \| \| \| 11 \| 24. März 1987 \| Dreißig Minuten bis zum Endspiel \| 1 \| \| \| 12 \| 31. März 1987 \| Hannis Geburtstag \| 1 \| \| \| 13 \| 07. April 1987 \| Der Stargast \| 1 \| \| \| 14 \| 14. April 1987 \| Matjes mit Kakao \| 1 \| \| \| 15 \| 21. April 1987 \| Ehrlich währt am längsten \| 1 \| \| \| 16 \| 28. April 1987 \| Ach, du lieber Augustin \| 1 \| \| \| 17 \| 05. Mai 1987 \| Einmal vegetarisch \| 1 \| \| \| 18 \| 12. Mai 1987 \| Die Kaffeefahrt \| 1 \| \| \| 19 \| 19. Mai 1987 \| Ein Geschenk des Himmels \| 1 \| \| \| 20 \| 26. Mai 1987 \| Vatertag \| 1 \| \| \| 21 \| 02. Juni 1987 \| Blumen für Hanni \| 1 \| \| \| 22 \| 09. Juni 1987 \| Rudolf, ahoi? \| 1 \| \| \| 23 \| 16. Juni 1987 \| Willi und die Detektive \| 1 \| \| \| 24 \| 23. Juni 1987 \| Angriff abgewehrt \| 1 \| \| \| 25 \| 30. Juni 1987 \| Frühstück bei Hanni \| 1 \| \| \| 26 \| 07. Juli 1987 \| Die ferne Geliebte \| 1 \| \| \| 27 \| 14. Juli 1987 \| Der Koffer \| 1 \| \| \| 28 \| 21. Juli 1987 \| Haie und kleine Fische \| 1 \| \| \| 29 \| 07. September 1990 \| Keine Zeit für die Liebe \| 2 (2.01) \| Herbert Fux \| \| 30 \| 14. September 1990 \| Der Karibikmann \| 2 (2.02) \| Herbert Fux \| \| 31 \| 21. September 1990 \| Rivalen \| 2 (2.03) \| \| \| 32 \| 05. Oktober 1990 \| Abschied von Hanni \| 2 (2.04) \| \| \| 33 \| 12. Oktober 1990 \| Scheidung auf gastronomisch \| 2 (2.05) \| \| \| 34 \| 19. Oktober 1990 \| Nicht kleckern, sondern klotzen \| 2 (2.06) \| \| \| 35 \| 26. Oktober 1990 \| Wenn Richard kommt \| 2 (2.07) \| \| \| 36 \| 02. November 1990 \| Glücksspiel verboten \| 2 (2.08) \| \| \| 37 \| 09. November 1990 \| Sieben Jahre Pech \| 2 (2.09) \| \| |                    |                                  |          | |
| Nr. | Erstausstrahlung   | Titel                            | Staffel  | Handlungszusammenfassung, Gaststars |
| 1 | 13. Januar 1987    | Der neue Mann                    | 1        | In der Bahnhofskneipe „Wartesaal zum kleinen Glück“ geht es drunter und drüber zu. Die Wirtin Hanni Borgelt ist überfordert, da ihre Angestellten, der Koch Chiem Dejong und die Kellnerin Natascha, vorzugsweise Hektik verbreiten. Als der Schiffssteward Rudolf Giesing die Kneipe besucht, ist er überrascht von der Unprofessionalität, mit der die Bahnhofsgaststätte geführt wird. Da er ewig lange auf ein bestelltes Bier warten muss, zapft er es sich kurzerhand selbst und wird in der Folge von den Gästen für den Kellner gehalten. Der Rechtsanwalt Neuner, der Stammgast in der Kneipe ist, kümmert sich um die Bedienung Lotti, die wieder einmal bei einem Vorstellungsgespräch für eine Filmrolle abgelehnt worden ist, was sie ihm tränenreich schildert. Die Gäste der Bahnhofskneipe staunen nicht schlecht als ihnen ein Schiffssteward in entsprechender Uniform Getränke und Essen serviert. Der Neue sorgt dafür, dass plötzlich alles wie am Schnürchen läuft. Nachdem es erst nicht so aussieht, als wolle Giesing bleiben, entschließt er sich dann doch dazu. als Gäste: Peter Doering, Wilfried Herbst, Alexander Herzog, Pierre René |
| 2 | 20. Januar 1987    | Der Trauzeuge                    | 1        | |
| 3 | 27. Januar 1987    | Familienzusammenführung          | 1        | Herbert Bötticher, Edeltraut Elsner, Wolfgang Ziffer |
| 4 | 03. Februar 1987   | Der goldene Löffel               | 1        | |
| 5 | 10. Februar 1987   | Der Ersatzmann                   | 1        | |
| 6 | 17. Februar 1987   | Don Juan                         | 1        | |
| 7 | 24. Februar 1987   | Rose am Revers                   | 1        | Wolfgang Spier |
| 8 | 03. März 1987      | Der Produzent                    | 1        | |
| 9 | 10. März 1987      | Besuch für Rudolf                | 1        | |
| 10 | 17. März 1987      | Ein großer Tag                   | 1        | |
| 11 | 24. März 1987      | Dreißig Minuten bis zum Endspiel | 1        | |
| 12 | 31. März 1987      | Hannis Geburtstag                | 1        | |
| 13 | 07. April 1987     | Der Stargast                     | 1        | |
| 14 | 14. April 1987     | Matjes mit Kakao                 | 1        | |
| 15 | 21. April 1987     | Ehrlich währt am längsten        | 1        | |
| 16 | 28. April 1987     | Ach, du lieber Augustin          | 1        | |
| 17 | 05. Mai 1987       | Einmal vegetarisch               | 1        | |
| 18 | 12. Mai 1987       | Die Kaffeefahrt                  | 1        | |
| 19 | 19. Mai 1987       | Ein Geschenk des Himmels         | 1        | |
| 20 | 26. Mai 1987       | Vatertag                         | 1        | |
| 21 | 02. Juni 1987      | Blumen für Hanni                 | 1        | |
| 22 | 09. Juni 1987      | Rudolf, ahoi?                    | 1        | |
| 23 | 16. Juni 1987      | Willi und die Detektive          | 1        | |
| 24 | 23. Juni 1987      | Angriff abgewehrt                | 1        | |
| 25 | 30. Juni 1987      | Frühstück bei Hanni              | 1        | |
| 26 | 07. Juli 1987      | Die ferne Geliebte               | 1        | |
| 27 | 14. Juli 1987      | Der Koffer                       | 1        | |
| 28 | 21. Juli 1987      | Haie und kleine Fische           | 1        | |
| 29 | 07. September 1990 | Keine Zeit für die Liebe         | 2 (2.01) | Herbert Fux |
| 30 | 14. September 1990 | Der Karibikmann                  | 2 (2.02) | Herbert Fux |
| 31 | 21. September 1990 | Rivalen                          | 2 (2.03) | |
| 32 | 05. Oktober 1990   | Abschied von Hanni               | 2 (2.04) | |
| 33 | 12. Oktober 1990   | Scheidung auf gastronomisch      | 2 (2.05) | |
| 34 | 19. Oktober 1990   | Nicht kleckern, sondern klotzen  | 2 (2.06) | |
| 35 | 26. Oktober 1990   | Wenn Richard kommt               | 2 (2.07) | |
| 36 | 02. November 1990  | Glücksspiel verboten             | 2 (2.08) | |
| 37 | 09. November 1990  | Sieben Jahre Pech                | 2 (2.09) | |